# Messier 41
A Messier 41 (más néven M41, vagy NGC 2287) egy nyílthalmaz a Nagy Kutya csillagképben.

## Felfedezése
Az M41 nyílthalmazt Giovanni Battista Hodierna fedezte fel 1654-et megelőzően. Charles Messier francia csillagász 1765. január 16-án katalogizálta.

## Tudományos adatok
Az M41 körülbelül 100 csillagból áll, melyek között több vörös óriás is található. A legfényesebb K3 színképtípusú, 6,9-es magnitúdójú, közel a halmaz középpontjához. A halmaz korát 190 és 240 millió év közöttire becsülik. 34 km/s sebességgel távolodik tőlünk.

## Megfigyelési lehetőség
Az M41 könnyen megtalálható, mivel az északi égbolt legfényesebb csillagától, a Szíriusztól szinte pontosan délre, 4 fok távolságra fekszik.